# Халчаян

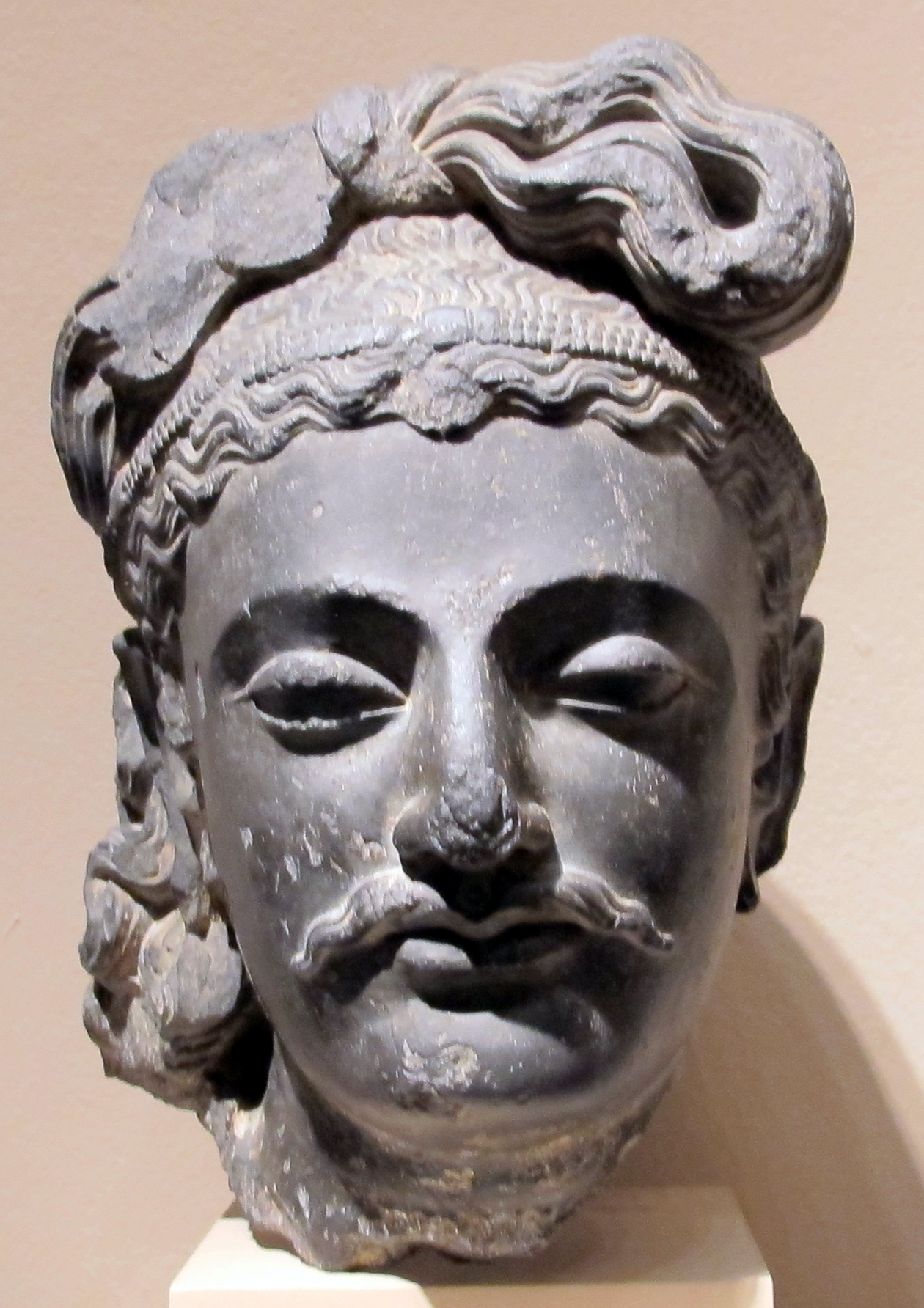
Говорят, что голова бодхисаттвы похожа на портрет принца из Халчаяна. Художественный музей Филадельфии.

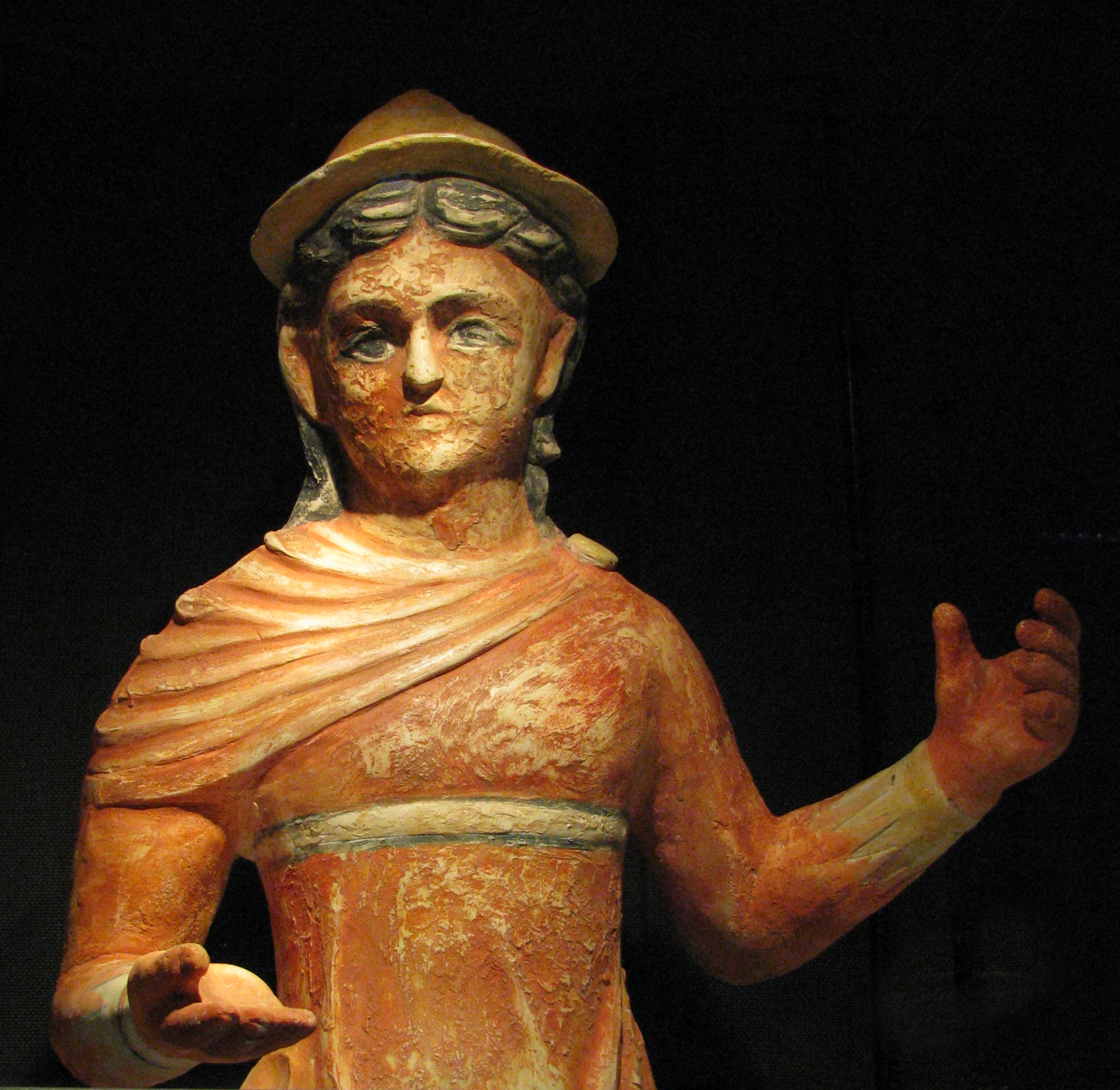
Ещё одна терракотовая статуя из Халчаяна, I век до н. э. — I век н. э. Термезский археологический музей.

Халчаян (узб. Xolchiyon) — древний город, существовавший в период с середины I-го тысячелетия до н. э. и до конца III века н. э. на территории Денауского района Сурхандарьинской области республики Узбекистана.

## Археология
Развалины Халчаяна находятся на территории Денауского района Сурхандарьинской области в долине реки Сурхандарья, притока Аму-Дарьи, древнего Окса. Раскопки здесь проводились в 1959—1963 годах, под руководством Г. А. Пугаченковой. При этих работах удалось открыть остатки крепостной стены, опоясанной рвом, дома горожан и торговые кварталы. Архитектурный стиль представляет собой некий симбиоз из эллинистической традиции и местного, бактрийского зодчества. В открытом кушанском дворце раннего периода (I век до н. э.) сохранились созданные в реалистической манере фрески и глиняная, раскрашенная скульптура. Большое историческое значение имеет настенная живопись, изображающая придворную жизнь начала кушанской истории — парадные выезды царей, дворцовые приёмы, вооружённая конница. Уникальны также реалистически исполненные портреты царя, его семьи и придворной знати. Обнаружены также расписные изображения народных гуляний и религиозных обрядов: с музыкантами, маскарадами и комедиантами.
При раскопках Халчаяна было сделано значительное количество уникальных археологических находок: терракотовой скульптуры, керамической посуды, монет, предметов быта жителей древности.
Возраст остатков риса  в Халчаяне составляет 1714—1756 лет до настоящего времени.

## Галерея
- Из находок, сделанных в Халчаяне